# Stenoma exarata
Stenoma exarata es una especie de polilla del género Stenoma, orden Lepidoptera.
Fue descrita científicamente por Zeller en 1854.

## Distribución
Se distribuye por México, Guatemala, Venezuela, Guayana Francesa y Brasil.